# 18. Armee (Rote Armee)
Die sowjetische 18. Armee (russisch 18-я армия) war im Zweiten Weltkrieg ein militärischer Großverband der Roten Armee, der 1941 am Südabschnitt der Ostfront eingesetzt war. Im Sommer und Herbst 1942 kämpften ihre Formationen und Einheiten, die das deutsche Vordringen des Feindes zu stoppen versuchten, entlang des Don, am Kuban und vor den Ausläufern des Kaukasus. 1943 erfolgten Landungen auf der Halbinsel Krim, 1944 kämpfte die 18. Armee in den Ostkarpaten sowie beim Kriegsende 1945 in der östlichen Slowakei.

## Geschichte

### 1941
Die 18. Armee wurde noch vor Ausbruch des Unternehmen Barbarossa im Juni 1941 auf Grundlage des Militärbezirks Kiew aus dem Kommando des Besonderen Militärbezirks Charkow gebildet. Als Befehlshaber wurde Generalleutnant A. K. Smirnow übernommen, zum Mitglied des Militärrates wurde T. L. Nikolajew ernannt, als Stabschef der Armee fungierte Generalmajor W. Ja. Kolpaktschi und Chef der politischen Abteilung war Regimentskommissar P. P. Mirkin. Als sich die Situation an der rumänischen Grenze verschärfte, versetzte das Kommando der 12. Armee auf Befehl des Militärrats des Sonder-Militärbezirks Kiew am 13. Juni das ihr unterstellte 17. Schützenkorps an die Staatsgrenze. Am 23. Juni wurde die 18. Armee aus der Stawka-Reserve freigegeben und der neu aktivierten Südfront unterstellt. Die am 25. Juni in Winniza eingetroffene Anweisung des Hauptquartiers der Südfront besagte, dass von der 12. Armee folgende Formationen übernommen werden sollten:
- 17. Schützenkorps (General Galanin) mit der 96. und 60. Gebirgsdivision sowie 164. Schützen-Division
- 16. mechanisiertes Korps (General Sokolow) mit der 15. und 39. Panzer- und 240. motorisierte Schützen-Division
- 64. gemischte und 45. Luftlande-Division und 10. und 12. befestigter Raum

Das Armeekommando traf am 26. Juni bei Tagesanbruch im Wald 10 km nordöstlich von Kamenez-Podolski ein.
- Ende Juni wurde der Armee auch das 55. Schützenkorps (General Korotejew) mit der 169. und 130. Schützen-Division unterstellt.

Das in vorderer Front stehende 17. Schützenkorps stand auf 75 km Breite im Raum südwestlich von Czernowitz. Die Aufgabe bestand darin, den Gegner daran zu hindern, über Radautz auf die Bahnlinie Glybokaja – Czernowitz nach Kamenetz Podolski zu erreichen. Der deutsch-rumänische Angriff der 11. Armee im Unternehmen München überschritt Anfang Juli den Pruth-Abschnitt. Ende Juli waren die Truppen der 18. Armee auf die Linie Kolodistoje – Mogilny und weiter entlang des südlichen Bug nach Getmanowka zurückgedrängt. Im Hinterland der sowjetischen Front gelang es den Truppen der deutschen 17. Armee Golowanewsk zu erreichen, wo Teile der gemischten Division des Generalmajors N. D. Goltzew sicherten. Diese Einheiten mussten sich südlich und südöstlich von Golowanewsk in die Wälder zurückziehen und nahmen nochmalig mit neuer Front nach Norden und Nordosten die Verteidigung auf. Am 31. Juli befahl General A. K. Smirnow einen Gegenangriff gegen die deutsche Golowanewskwer Gruppierung, die zwischen der 18. und 12. Armee eingebrochen war. Um diesen Auftrag zu lösen, stellte General Smirnow dem 17. Schützenkorps auch die 169. Schützendivision des 55. Schützenkorps zur Verfügung.
Bis Ende Juli 1941 stand die 18. Armee in Abwehrkämpfen in der Moldau, in Kämpfen zwischen den Flüssen Pruth und Dnjepr und wurde bis September ans linke Ufer des Dnjepr zurückgedrängt. Der Durchbruch der deutschen Panzergruppe 1 im Raum Tschernigowka brachte der Armee schwere Verluste (212 Panzer und 672 Geschütze), im Zuge der Kämpfe fiel am 8. Oktober auch Generalleutnant A. K. Smirnow. Den Oberbefehl übernahm darauf General Kolpaktschi, die 18. Armee zählte folgende Schützen-Divisionen: 30., 51., 99., 130., 164., 176., 218., 274. Schützen- und die 96. Gebirgs-Division. Von Oktober bis Dezember 1941 nahm die 18. Armee an der Verteidigung der Donbass-Region und der erfolgreichen Schlacht um Rostow (17. November – 2. Dezember) teil.

### 1942
Eine nötig gewordene Umgruppierung der 18. Armee war bis 15. Januar 1942 beendet, die neue Zusammensetzung wurde um eine Division und zwei Regimenter verringert, was eine Vergrößerung der Abschnitte der verbleibenden Divisionen bedeutete. Die 296. Schützen-Division wurde als Reserve in die zweite Staffel zurückgezogen. Die benachbarte 12. Armee schloss zwischen Debaltsewe und Olchowatka an, auch ihre Front wurde um weitere 17 Kilometer verlängert. Die Truppen der 18. Armee verteidigten im Frühjahr 1942 die östlichen Donbass-Gebiete weiterhin, um die südlichen Ausgangspunkte für die Barwenkowo-Losowaja Operation sicherzustellen. Die Ereignisse, die sich im Raum Charkow ereigneten, betrafen insbesondere die 6., 57. und 9. Armee, aber auch die rechte Flanke der Südfront, die aus der 12. und 18. Armee gebildet wurde. Für den 21. März wurde bei der 18. Armee erhöhte Kampfbereitschaft angeordnet. Als deutsche Verbände versuchten, an der Front einzudringen, stießen sie auf starken Widerstand der 15. Garde- und der 395. Schützen-Division. Ende Juni griffen die Deutschen die sowjetische 9. Armee und die benachbarten Armeen der Südwestfront an und zwangen diese dazu, weiter nach Osten an die Grenze des Flusses Sewerski Donez und dessen Nebenfluss Oskol zurückzugehen, der den rechten Flügel der Südfront deckte. Die erfolgreich eingeleitete Don-Offensive der deutschen 1. Panzerarmee gegen den rechten Flügel der Südfront bedrohten auch die Stellungen der 18. und 12. Armee. Anfang Juli wurde die 9. Armee aus dem Raum östlich von Isjum und Krasny Liman nach Schulginka auf das jenseitige Ufer des Flusses Aidar zurückgetrieben. In dieser Situation war es erforderlich, die Truppen der 12. und dann der 18. Armee abzuziehen. Am 10. Juli erhielt die 18. Armee Befehl, auf der linken Flanke zu halten und in der Nacht des 11. Juli die rechte Flanke und die Mitte auf die Linie Nikitowka – Petrowskoje – Nowopalowka zurückzunehmen. Rechts davon zogen sich die benachbarten Truppen der 12. Armee aus dem Gebiet westlich von Stachanow zurück, die bis zum Morgen des 17. Juli den Verteidigungs-Sektor 30 km südwestlich von Woroschilowgrad forcierte. Zwei deutsche Panzerarmeen zielten bereits darauf ab, das Tor zum Kaukasus, Rostow aufzustoßen. Die Truppen der 18. Armee zogen sich nach Südosten über Rostow zurück. Drei Schützen-Divisionen verteidigten sich am Don-Abschnitt in der ersten Staffel, die 216. Schützen-Division die erst Ende Mai bei der Armee eintraf, deckte den Abzug dahinter.
Am 29. Juli 1942 wurde die 18. Armee der Nordkaukasusfront überstellt, als Teil der Küsten-Gruppe beteiligten sich die Armeetruppen vom 6. bis 17. August an den Kämpfen um Armawir und Maikop. Die 18. Armee umfasste dabei das 10. Garde- und das 16. Schützenkorps, dazu kam die 176. und 318. Schützen-Division sowie die 5. Garde-Panzerbrigade und 2 Artillerie-Regimenter aus der Stawka-Reserve. Die südlich von Noworossijsk gelandeten Einheiten der 255. und 83. Marine-Brigade, sowie die 107. und 165. Schützen-Brigade und das 31. Luftlande-Regiment wurden als eigene Gruppe von Generalmajor A. A. Gretschkin zugeführt. Vom 25. September bis 20. Dezember kämpfte die 18. und 56. Armee in der Schlacht um Tuapse erfolgreich gegen Angriffe der deutschen 17. Armee.

### 1943
Im Frühjahr 1943 nahm die 18. Armee an der Schlacht um Krasnodar (9. Februar – 16. März) teil, bei der am 12. Februar die Rückeroberung von Krasnodar gelang. Auf Anweisung des Befehlshabers der Nordkaukasusfront wurde die 18. Armee im Küstenraum von Tuapse zurückgezogen und am 15. Februar wurde die Umormierung zur 18. „Amphibischen“ Armee begonnen. Das 10. Garde- und 16. Schützenkorps mit der 176. und 318. Schützen Division sowie die 5. Garde-Panzer-Brigade wurden dieser Formation zugewiesen. Für die Landungen an der Küste im Süden von Noworossijsk (April 1943) wurden der Armee die 83. und 255. Marine-Schützen-Brigade sowie die 107. und 165. Schützen-Brigade und das 29. Panzer-Regiment zugeführt. Im April 1943 erhielt die im Brückenkopf von Myschako stehende Armee ihre alte Bezeichnung zurück.
Im Herbst 1943 nahm die 18. Armee an der Noworossijsk-Tamaner Operation (9. September – 9 Oktober) teil, bei denen in Zusammenarbeit mit den Truppen der Schwarzmeerflotte die Stadt Noworossijsk am 16. September befreit werden konnte.
Als Ergebnis der folgenden Kertsch-Eltigener Operation (31. Oktober – 11. Dezember 1943) überquerten die Truppen der 18. Armee die Straße von Kertsch und landeten am 1. November südlich von Kertsch bei Eltigen. Am 1. November landete die 318. Schützendivision (Oberst W. F. Gladkow) und das 386. Marineinfanterie-Bataillon un bildeten einen kleinen Brückenkopf, der volle 40 Tage verteidigt werden musste.
Am 20. November 1943 wurde die 18. Armee als Stawka-Reserve in den Raum Kiew verlegt, wo sie am 30. November Teil der 1. Ukrainischen Front wurde. Im Dezember 1943 wurde die 18. Armee in den bereits ausgebauten Ljutesch-Brückenkopf gelegt und nahm sofort an der Abwehr feindlicher Angriffe teil. In der Schitomir-Berditschewer Operation die am 24. Dezember begann, brachen neben der 1. Panzerarmee auch die 18. und 3. Garde-Armee erfolgreich nach Westen vor. Am 31. Dezember wurde Schitomir von den Truppen der 1. Gardearmee und der 18. Armee befreit, in Berdischew kam es zu Straßenkämpfen.

### 1944
Die 18. Armee nahm Anfang März an der Proskurow-Czernowitzer und ab Mitte Juli 1944 an der Lwiw-Sandomierz-Operation teil, die Truppen erzwangen dabei den Übergang am südlichen Bug und erreichten im Raum westlich von Stanislau die Karpaten. Die vorderste Verteidigungslinie verlief entlang der Linie Losinetz – Korostiw – Osmoloda und befand sich 30–40 km nordöstlich der Hauptkarpatenkette. Am 5. August wurde die 18. Armee der 4. Ukrainischen Front übertragen, in deren Verband sie bis zum Ende des Krieges verblieb. Die 18. Armee nahm zwischen 8. September – 28. Oktober 1944 in der Schlacht in den Ostkarpaten teil. Das 95. Schützen- und 17. Garde-Schützenkorps sollte den Hauptkamm der Ostkarpaten überwinden und Mukatschewo erreichen. Auf deutscher Seite waren neben der ungarischen 1. Armee unter anderen die 100. und 101. Jäger-Division bei der Verteidigung der Gebirgsstellungen eingesetzt.
Armeegliederung am 10. September 1944
- 3. Gebirgs-Schützenkorps (128. Garde-, 242. und 318. Schützen-Division)
- 11. Schützenkorps (226. und 271. Schützen-Division)
- 95. Schützenkorps (66. Garde-, 24. und 351. Schützen-Division)

Am 24. Oktober 1944 wurde aus der Front-Reserve auch das 30. Schützenkorps (Generalmajor G. S. Lazko mit der 141. und 155. Schützendivision) zur Armee versetzt, um den Durchbruch auf Mukatschewo voranzubringen. Die Aufgabe der 18. Armee war es, die Offensive gleichzeitig über Poroschkow und Pertschin zuerst auf Mukatschewo und dann nach Südosten auf Uschgorod durchzudringen.

### 1945
Während der Westkarpatischen Operation im Januar 1945 waren der 18. Armee folgende Verbände unterstellt:
11. Schützenkorps, Generalmajor Michail Iwanowitsch Saporoschtschenko
- 30. Schützen-Division, Generalmajor Jankowski
- 226. Schützen-Division, Generalmajor Kropotin

95. Schützenkorps, Generalleutnant I. I. Melinikow
- 24. Schützen-Division, Generalmajor Prochorow
- 351. Schützen-Division, Generalmajor Dudarew

17. Garde-Schützenkorps, Generalleutnant Nikifor V. Medwedew
- 2. Garde-Schützendivision, Oberst Samochwalow
- 8. Schützen-Division, Oberst Ugrjumow
- 138. Schützen-Division
- 237. Schützen-Division

Auch das Tschechoslowakische 1. Armeekorps kämpfte von März bis Mai 1945 während der Mährisch-Ostrauer Operation im Verband der 18. Armee. Die 18. Armee wurde im Mai 1946 aufgelöst.

## Führung
Befehlshaber
- Generalleutnant Andrei Kirillowitsch Smirnow (25. Juni – 8. Oktober 1941)
- Generalmajor Wladimir Jakowlewitsch Kolpaktschi (8. Oktober – 24. November 1941)
- Generalmajor Fjodor Wassiljewitsch Kamkow (25. November 1941 bis 12. Februar 1942)
- Generalleutnant Ilja Kornilowitsch Smirnow (12. Februar – 25. April 1942)
- Generalleutnant Fjodor Wassiljewitsch Kamkow (25. April – 19. Oktober 1942)
- Generalmajor Andrei Antonowitsch Gretschko (19. Oktober 1942 bis 5. Januar 1943)
- Generalmajor Alexander Iwanowitsch Ryschow (5. Januar – 11. Februar 1943)
- Generalmajor Konstantin Apollonowitsch Korotejew (11. Februar – 16. März 1943)
- Generalleutnant/Generaloberst Konstantin Nikolajewitsch Lesselidse (16. März 1943 bis 6. Februar 1944)
- Generalleutnant Jewgeni Petrowitsch Tschurawljow (6. Februar – 7. November 1944)
- Generalleutnant Antoni Josifowitsch Gastilowitsch (7. November 1944 bis 9. Mai 1945)

Stabschef
- Generalmajor W. J. Kolpaktschi (Juni – Oktober 1941)
- Generalmajor I. I. Leonowitsch (Oktober – Dezember 1941 und Januar – April 1942)
- Generalmajor A. M. Baranow (Dezember 1941 – Januar 1942)
- Generalmajor N. P. Iwanow (April – Juli 1942)
- Oberst P. Tschirkow (August – Oktober 1942)
- Generalmajor A. G. Jermolajew (Oktober – November 1942)
- Generalmajor A. A. Charitonow (November 1942 – Januar 1943)
- Generalmajor O. N. Pawlowski (Februar 1943 – März 1944)
- Generalleutnant F. P. Oserow (März – September 1944)
- Generalmajor N. G. Brilew (September 1944 – Mai 1945)

Mitglieder des Militärischen Rats
- Corpskommissar T. L. Nikolajew (Juni – August 1941)
- Brigadekommissar A. Mironow (August – Oktober 1941)
- Divisionskommissar I. Schukow  (Oktober – November 1941)
- Brigadekommissar S. Kuzin (November 1941 – Juli 1942)
- Oberst A. P. Kirilenko (November 1941–1942 April)
- Brigadekommissar J. Goldsteijn (September 1942 – Januar 1943)
- Oberst G. A. Komarow (Januar 1943 – März 1943)
- Generalmajor S. J. Kolonin (April 1943 – Mai 1945)